# Dallas Keuchel
Dallas Keuchel (nacido el 1 de enero de 1988) es un lanzador estadounidense de béisbol profesional que pertenece a la organización de los Texas Rangers en las Grandes Ligas de Béisbol. Anteriormente jugó con los Houston Astros, equipo con el que debutó en 2012, y con los Atlanta Braves.
Keuchel debutó en Grandes Ligas en 2012 con los Astros de Houston. En 2014 ganó el Guante de Oro y el Premio Fielding Bible. En 2015 tuvo una campaña extraordinaria: fue nombrado el lanzador abridor del equipo de la Liga Americana en el Juego de Estrellas, ganó el Premio Cy Young y obtuvo su segundo Guante de Oro y segundo Premio Fielding Bible. En 2016, ganó su tercer Guante de Oro consecutivo, mientras que en 2018 ganó dicho premio por cuarta ocasión.

## Carrera profesional

### Houston Astros
Los Astros de Houston seleccionaron a Keuchel en la séptima ronda del draft de 2009. Desde ese año hasta 2011 jugó en todos los niveles de las ligas menores con las filiales del equipo.
Inició la campaña 2012 con los Oklahoma City RedHawks de la Liga de la Costa del Pacífico de Clase AAA. Debutó en Grandes Ligas el 17 de junio ante los Rangers de Texas. Lanzó un juego completo en apenas su segunda apertura. Finalizó el año 2012 con 5.27 de efectividad en 16 juegos iniciados. En 2013 no le fue mucho mejor, pues culminó la temporada con una alta efectividad de 5.15.
En 2014, Keuchel registró marca de 9-5 con 3.20 de efectividad antes del Juego de Estrellas, por lo que fue escogido como finalista para el último cupo de la plantilla de estrellas de la Liga Americana. Finalizó la temporada con marca de 12-9 y 2.93 de efectividad. Su alto rendimiento defensivo le valió para ganar el Guante de Oro y el Premio Fielding Bible en la posición de lanzador.

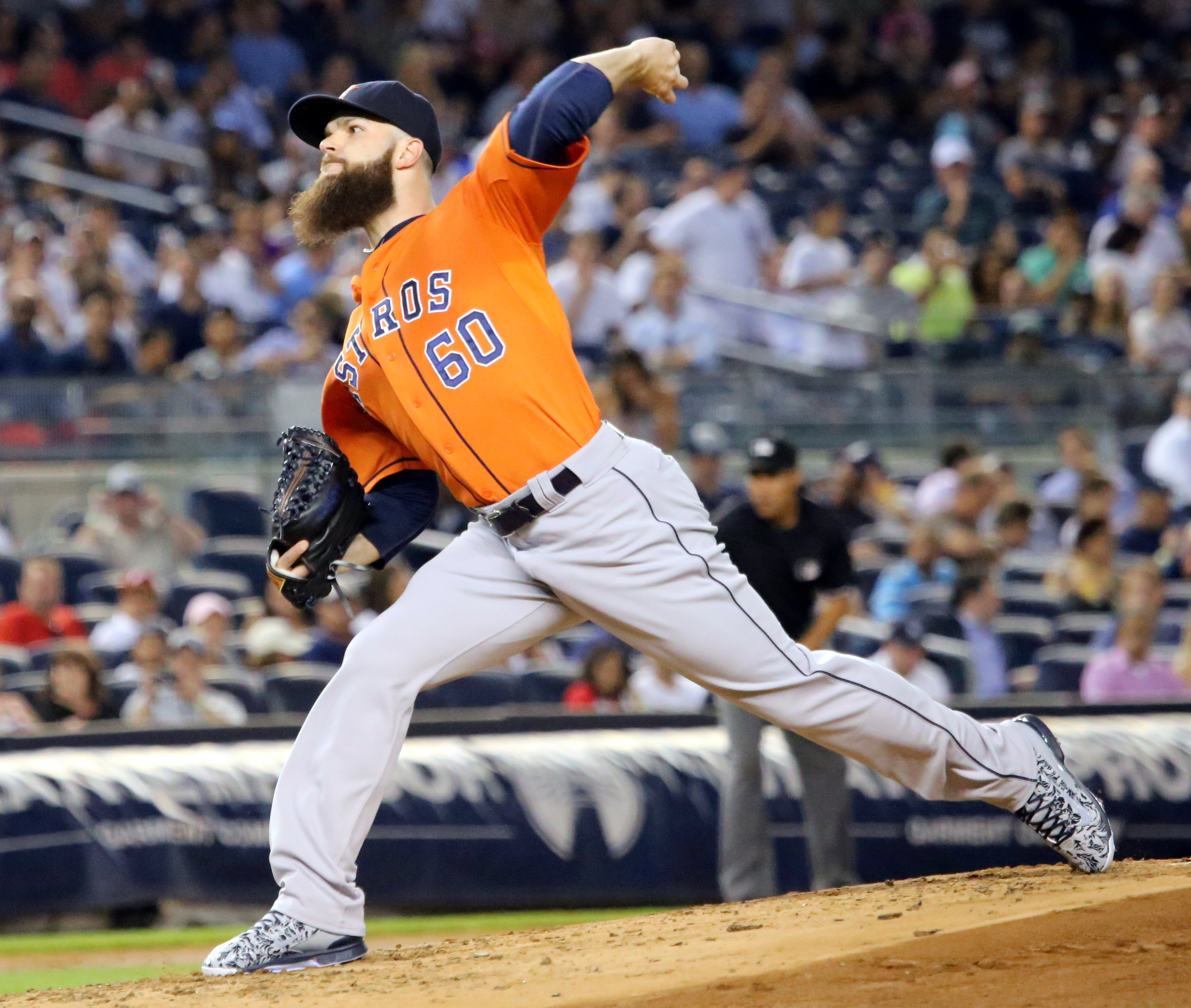
Keuchel lanzando en 2015

En abril de 2015, Keuchel lanzó para marca de 3-0 con 0.73 de efectividad en cinco juegos iniciados, ganando el premio de lanzador del mes de abril de la Liga Americana. En mayo también ganó el premio de lanzador del mes de la Liga Americana, registrando marca de 4–1 y 2.62 de efectividad en seis aperturas. Fue escogido para formar parte del Juego de Estrellas y designado como el lanzador abridor de la Liga Americana. Ganó su tercer premio de lanzador del mes en agosto, al registrar marca de 4-1 y 1.94 ERA en seis aperturas. Finalizó la temporada con marca de 15-0 en el Minute Maid Park, convirtiéndose en el primer lanzador de la historia en finalizar invicto jugando como local con al menos 14 victorias. Su marca total del año fue 20-8, con 2.48 ERA y 216 ponches.
En postemporada, Keuchel inició y ganó el Juego de Comodín con apenas tres días de descanso. Lanzó el 11 de octubre en la Serie Divisional ante los Reales de Kansas City, obteniendo la victoria para acercar a los Astros a un juego de la clasificación a la Serie de Campeonato.
Al culminar la temporada, Keuchel ganó el Premio Cy Young, el Guante de Oro, el Premio Felding Bible y el Premio Warren Spahn, este último otorgado al mejor lanzador zurdo de las Grandes Ligas.
En 2017, Keuchel inició la temporada con una excelente marca de 7-0 y 1.84 de efectividad. Sin embargo, el 20 de mayo sufrió una lesión en el cuello que lo llevó a la lista de lesionados, proceso que se repitió el 8 de junio. A pesar de perder tiempo de juego, fue invitado a su segundo Juego de Estrellas. Culminó la temporada con marca de 14-5 y 2.90 de efectividad en 23 aperturas.
En la postemporada de 2017, Keuchel abrió cinco juegos en total, registrando marca de 2-2 con 3.58 de efectividad. En el Juego 1 de la Serie Mundial de 2017, lanzó 6 2⁄3 entradas permitiendo tres carreras, incluyendo dos jonrones, por lo que cargó con la derrota ante Clayton Kershaw de los Dodgers de Los Ángeles. En el Juego 5, solo lanzó 3 2⁄3 entradas donde permitió un total de cuatro carreras, aunque se fue sin decisión. A pesar de sus deficientes aperturas en la Serie Mundial, los Astros ganaron el campeonato por primera vez en su historia.
En 2018, Keuchel realizó 34 aperturas, la mayor cantidad de su carrera, donde registró una marca de 12-11 con 3.74 de efectividad y 153 ponches. Al  finalizar la temporada ganó su cuarto Guante de Oro y se convirtió en agente libre.

### Atlanta Braves
El 7 de junio de 2019, Keuchel firmó con los Bravos de Atlanta por un año y $13 millones. Hizo su primera apertura el 21 de junio. En 19 aperturas en el año, tuvo marca de 8–8 con efectividad de 3.75, ponchando a 91 en 112 2⁄3 entradas.

### Chicago White Sox
El 30 de diciembre de 2019, los Medias Blancas de Chicago firmaron a Keuchel con un contrato de $55.5 millones por tres años. Hizo su debut el 25 de julio de 2020, obteniendo una victoria sobre los Mellizos de Minnesota. En la temporada 2020, tuvo marca de 6-2 con efectividad de 1.99. Lideró la Liga Americana en menor cantidad de jonrones por cada nueve entradas lanzadas (0.284), y en la menor cantidad de ponches por nueve entradas (6.0).

## Estilo de lanzar
Keuchel utiliza cinco lanzamientos: un sinker con promedio de 90 mph (140 km/h), una recta de cuatro costuras de 90 mph (140 km/h), una recta cortada de 87 mph (140 km/h), un slider que promedia 80 mph (130 km/h) y un cambio de unas 80 mph (130 km/h).